# Pediculidae
Pediculidae – rodzina skórnych pasożytów ssaków należących do rzędu Phthiraptera. Powodują chorobę zwaną wszawicą. 
Pediculidae stanowią rodzinę składającą się obecnie 1 rodzaju:
- Pediculus
  - Wesz ludzka (Pediculus humanus) – pasożyt człowieka
  - Pediculus schaeffi – pasożyt szympansów